# WARNING (アルバム)
WARNINGE（ワーニング）は、2010年4月28日にリリースされたmochAのミニアルバムである。

## 解説
- MOMO” mocha” N. 本人名義 mochA としての8曲入りミニアルバム。
- 最新R&Bトラックと切ない女心をシリアスに描写した歌詞が確信犯的でクール。

## 収録曲
1. black■box
  - 作詞: MOMO"mocha"N. 作曲: U-Key zone
2. Sugar Daddy Feat. Da Girl
  - 作詞: MOMO"mocha"N. 作曲: U-Key zone
3. Stop It
  - 作詞: MOMO"mocha"N. 作曲: U-Key zone
4. Clueless
  - 作詞: MOMO"mocha"N. 作曲: U-Key zone
5. DNA☆
  - 作詞: MOMO"mocha"N. 作曲: U-Key zone
6. Lonely City
  - 作詞: MOMO"mocha"N. 作曲: U-Key zone
7. アンバランス
  - 作詞: MOMO"mocha"N. 作曲: U-Key zone
8. Searching
  - 作詞: MOMO"mocha"N. 作曲: U-Key zone